# Pablo Gómez Barrios
Pablo Gómez Barrios (Barranquilla, 12 de diciembre de 1951) es un periodista y locutor colombiano de la sección América Latina de Radio Canadá Internacional, ganador del Premio Nacional de Periodismo Simón Bolívar 2008 en la modalidad investigación de radio. 

## Biografía
Estudios
Nacido en Barranquilla, gradúa de bachiller en el tradicional Colegio de Barranquilla para Varones. Hasta 1972, Gómez Barrios realizó estudios inconclusos en Ingeniería Aeronáutica en la Universidad Nacional de La Plata, Argentina. En 1978 realiza estudios de inglés y francés en la Universidad McGill en Montreal, Canadá, y en 1989 obtiene la licenciatura en Ciencias de la Comunicación de la Universidad de Quebec en Montreal. En 1990 obtiene una Maestría en Ciencias de la Comunicación de la Universidad de Quebec en Montreal, y en 1998 el Doctorado en Ciencias de la Comunicación por intermedio de las universidades de Quebec en Montreal, la Universidad de Montreal y la Universidad Concordia. 
Trayectoria profesional
Desde 1984 a 2000, y desde 2001, Gómez se ha desempeñado como periodista, locutor y realizador en la sección América Latina de Radio Canadá Internacional. De abril de 2000 a febrero de 2001, Gómez fue el responsable de la cooperación con las Américas en la Oficina de la Cooperación Internacional de la Universidad de Quebec en Montreal. También realizó trabajo voluntario durante varios años como periodista, locutor y realizador en CINQ, Radio Centre-Ville, 102.3 FM, la radio comunitaria y multiétnica de Montreal. Como consultor en desarrollo internacional ha llevado a cabo evaluación de proyectos de cooperación internacional, elaboración de estrategias y planificación estratégica de las comunicaciones para la Agencia Canadiense de Desarrollo Internacional, ACDI-CIDA y para numerosas ONG canadienses y latinoamericanas.
En 2008 obtuvo el Premio Nacional de Periodismo Simón Bolívar en su trigésima tercera edición en la categoría Mejor Investigación Radio con el trabajo «Traficantes de refugio: el drama de los refugiados colombianos», un informe completo y profundo, realizado conjuntamente con Radio Canadá Internacional, sobre los colombianos que tratan de entrar como refugiados políticos a ese país con métodos fraudulentos.
Gómez Barrios ha sido además docente universitario, asesor y consultor en comercio internacional y ha desarrollado mercadeo internacional para empresas canadienses y latinoamericanas.

## Publicaciones
Gómez Barrios ha publicado trabajos como «Convergence quoi?» (Humanitas littéraire, 1989, Montreal), «Merci pour l’accueil» (Quebec Match, 1990, Montreal), «Correlations entre communication, immigration, culture, commerce et développement: nouvelles perspectives» (Acts of the Communication in the Americas Conference, Universidad de Calgary, Calgary, 1994) y «Communication et Cultures. Impacts dans les relations commerciales Nord-Sud» (Montreal, 2001).  